# Конов, Лев Григорьевич
Лев Григорьевич Конов (6 октября 1936 — 12 мая 2017) — советский легкоатлет, специалист по бегу на длинные дистанции и марафону. Выступал на всесоюзном уровне в 1950-х и 1960-х годах, серебряный призёр чемпионата СССР, победитель первенств всесоюзного и всероссийского значения. Представлял Смоленск и спортивное общество «Буревестник». Мастер спорта СССР. Преподаватель Смоленского ГИФКа. Судья республиканской категории.

## Биография
Лев Конов родился 6 октября 1936 года. Занимался лёгкой атлетикой в Смоленске во время учёбы в Смоленском государственном институте физической культуры, выступал за добровольное спортивное общество «Буревестник».
Впервые заявил о себе в 1959 году, выиграв 30-киломтеровый пробег на приз газеты «Труд».
Наивысшего успеха в своей спортивной карьере добился в сезоне 1961 года, когда на чемпионате СССР в Тбилиси в зачёте марафона показал время 2:24.21,4 и выиграл серебряную медаль, уступив лишь рязанцу Виктору Байкову. С этим результатом выполнил норматив мастера спорта СССР.
В мае 1963 года стал бронзовом призёром в 30-километровом пробеге в рамках III Спартакиады народов РСФСР в Орехово-Зуеве — здесь его обошли только Виктор Байков и Олег Добродеенко.
В сентябре 1967 года выиграл соревнования по бегу на 30 000 метров в Ленинграде, показав лучший результат сезона в СССР в данной дисциплине — 1:34.04.6.
Впоследствии преподавал на кафедре теории и методики лёгкой атлетики Смоленского государственного института физической культуры.
Принимал участие в соревнованиях по лёгкой атлетике в качестве судьи. Судья республиканской категории.
Умер 12 мая 2017 года в возрасте 80 лет. Похоронен на смоленском Новом кладбище.